# Satinholz

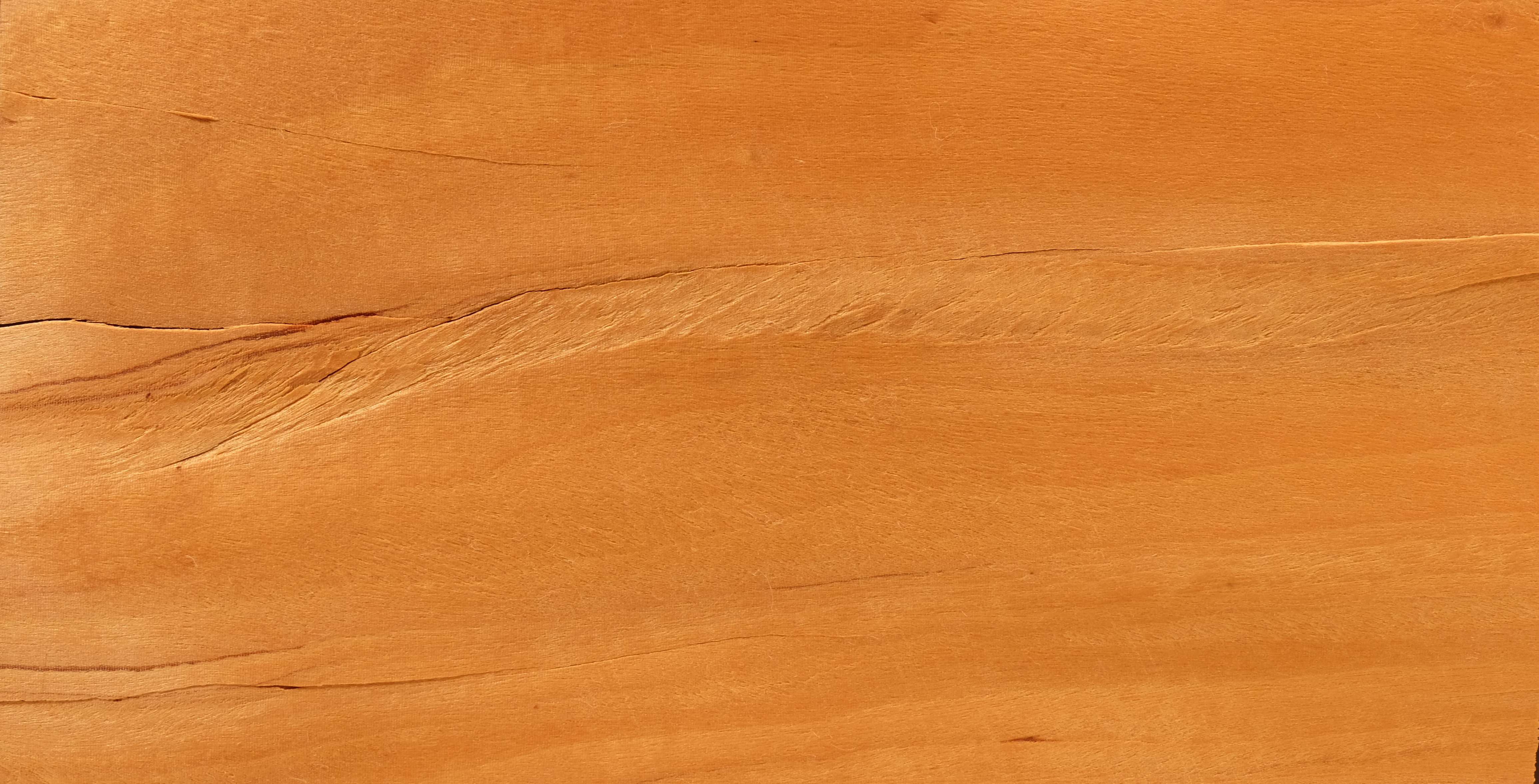
Ostindisches Satinholz

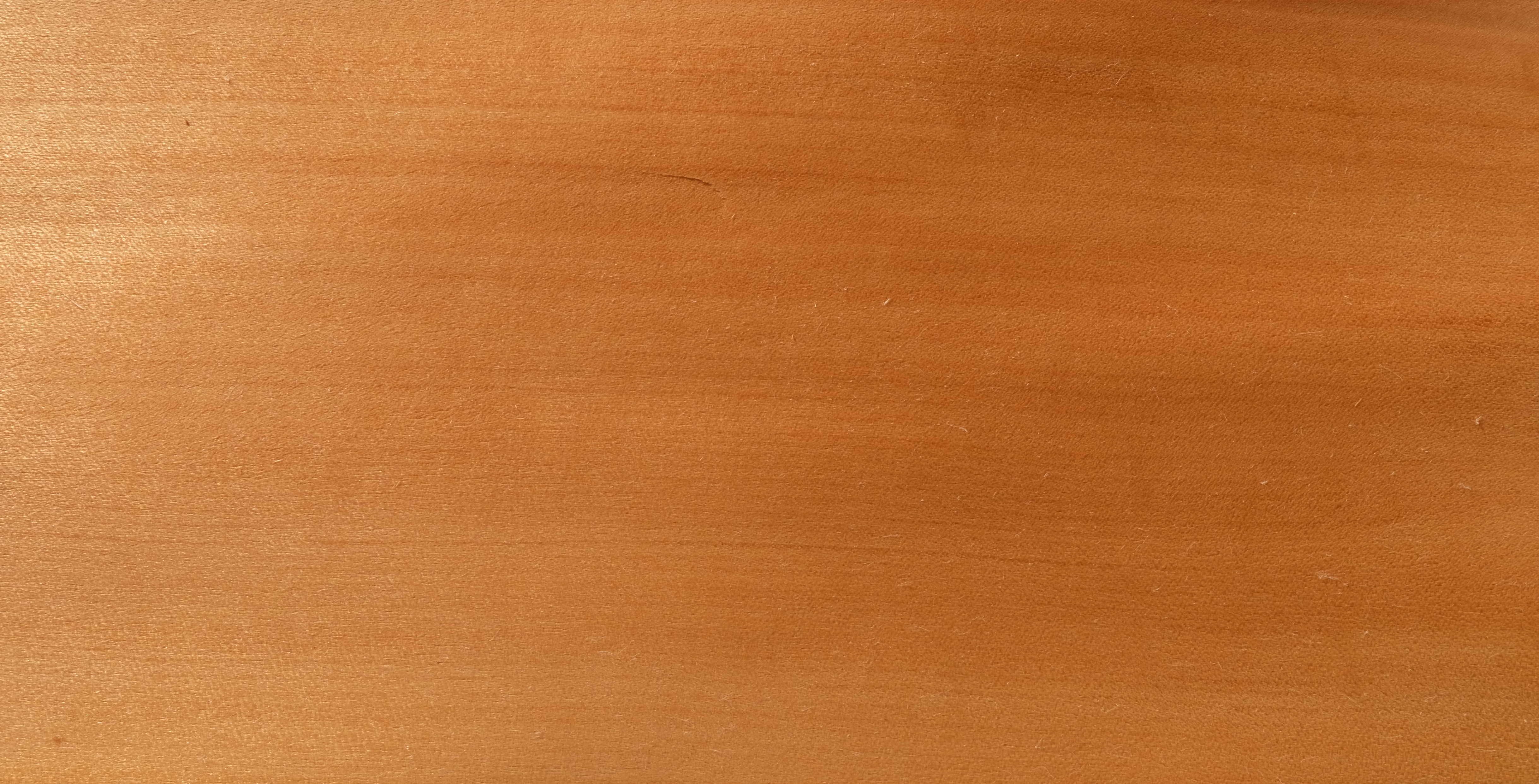
Nuss-Satinholz

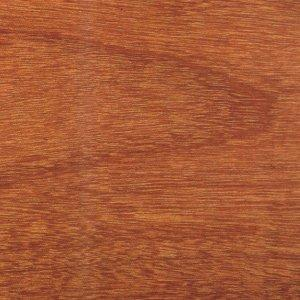
Pericopsis elata

Satinholz oder Seidenholz und Atlasholz, englisch Satinwood, ist die Sammelbezeichnung für verschiedene Hölzer, die in gehobeltem Zustand seidenartig glänzen. 
Dazu zählen die Holzarten verschiedener Baumarten, wie von West Indian, Bahama, Florida oder San Domingo Satinwood, Jamaika Satinholz, Zitronenholz (Zanthoxylum flavum Syn.: Fagara flava), East Indian oder Sri Lanka, Ceylon Satinwood, oder Ostindisches Satinholz, Zitronenholz (Chloroxylon swietenia) und Madagascar Satinwood (Chloroxylon faho), Asian oder Cambodian Satinwood (Lagerstroemia spp.), Brazilian Satinwood Brazilian Yellowwood, Yellowheart, Pau Amarello (Euxylophora paraensis) und African Satinwood (Turraeanthus africana), African oder Yellow Satinwood (Pericopsis elata) sowie Yellow, Nigerian oder African Satinwood, Afrikanisches Zitronenholz (Distemonanthus benthamianus), oder Westafrikanisches Satinholz (Triplochiton scleroxylon), sowie (East) African Satinwood (Zanthoxylum gilletii Syn.: Fagara macrophylla).
Weitere sind Nuss-Satinholz (Liquidambar styraciflua) sowie Rotes oder Surinam, Guiana, Antillen Satinholz (Brosimum rubescens) und Echtes Zitronenholz (Citrus medica). Zudem Framire (Terminalia ivorensis), Murraya paniculata, Andaman Satinwood (Murraya exotica) und Nematolepis squamea, Zanthoxylum heitzii aus Zentralafrika, Diospyros ferrea (Syn.: Maba buxifolia) und Florida, Bahama und West Indian Satinwood (Zanthoxylum fagara und Concha Satinwood Zanthoxylum caribaeum) oder aus Australien Zanthoxylum brachyacanthum. Auch  Bocote (Cordia alliodora) wird als solches bezeichnet. 
Maple Silkwood (Flindersia pimentaliana), Silver Silkwood (Flindersia acuminata) und Scented Satinwood, Coach-, Tarwood (Ceratopetalum apetalum),  Satinwood (Vitex lignum-vitae), Tulip oder Golden Satinwood (Rhodosphaera rhodantema). Auch für Tazali, Bolly Silkwood (Cryptocarya oblata), Pink Silkwood (Oreocallis spp.)